# Le Pin (Isère)
Le Pin is een plaats en voormalige gemeente in het Franse departement Isère (in de regio Auvergne-Rhône-Alpes)en telt 1160 inwoners (2004). De plaats maakt deel uit van het arrondissement La Tour-du-Pin.

## Geschiedenis
Le Pin is op 1 januari 2017 gefuseerd met de gemeente Paladru tot de gemeente Villages du Lac de Paladru. 

## Geografie
De oppervlakte van Le Pin bedraagt 9,6 km², de bevolkingsdichtheid is 120,8 inwoners per km².
De onderstaande kaart toont de ligging van Le Pin (Isère) met de belangrijkste infrastructuur en aangrenzende gemeenten.

## Demografie
Onderstaande figuur toont het verloop van het inwonertal.